# Phorticella bistriata
Phorticella bistriata är en tvåvingeart som först beskrevs av Johannes Cornelis Hendrik de Meijere 1911.  Phorticella bistriata ingår i släktet Phorticella och familjen daggflugor.